# Eustroma debilitata
Eustroma debilitata är en fjärilsart som beskrevs av Louis Beethoven Prout 1940. Eustroma debilitata ingår i släktet Eustroma och familjen mätare. Inga underarter finns listade i Catalogue of Life.